# زبان لانگدوسی
زبان لانگدوسی گویشی از زبان اکسیتان است که در فرانسه در منطقه لانگدوک جمعیت اندکی بدان تکلم می‌کنند.این گویش زبان مادری ده درصد از جمعیت لانگدوک می‌باشد .حدود بیست درصد جمعیت منطقه این زبان را تا حدودی درک می‌کنند.زبان لانگدوسی عموماً توسط افراد بالای پنجاه سال بکار برده می‌شود.